# Júlia (tia de Juli Cèsar)
Júlia (en llatí Julia) va ser una dama romana. Formava part de la gens Júlia.
Era la filla de Gai Juli Cèsar i Màrcia, germana del cònsol Quint Marci Rex. Era tia del dictador Juli Cèsar. Es va casar amb Gai Mari el Vell amb el que va tenir un fill, Gai Mari el Jove (el Gai Mari que va ser assassinat a Praeneste l'any 82 aC).
Júlia va morir l'any 68 aC i el seu nebot Juli Cèsar va llegir l'oració funerària en la qual portava el seu origen matern a Anc Marci, quart rei de Roma i a les deïtats Venus i Anquises per part dels Julii. Al funeral de Júlia es van exhibir, per primera vegada des de la dictadura de Sul·la l'any 81 aC, les estàtues i les inscripcions amb els títols de Gai Mari.